# (32734) Kryukov
(32734) Kryukov es un asteroide perteneciente al Cinturón de asteroides, región del sistema solar que se encuentra entre las órbitas de Marte y Júpiter.
Fue descubierto el 1 de septiembre de 1978 por Nikolái Stepánovich Chernyj desde el Observatorio Astrofísico de Crimea.

## Designación y nombre
Designado provisionalmente como 1978 RM fue nombrado por Vladimir Vladimirovich Kryukov (n. 1965) quien es ingeniero eléctrico, experto en seguridad ecológica y tecnológica en la industria de la energía eléctrica. Es uno de los líderes del servicio federal de control ecológico, tecnológico y atómico en la región rusa de Rostov.

## Características orbitales
Kryukov está situado a una distancia media del Sol de 3,196 ua, pudiendo alejarse hasta 3,672 ua y acercarse hasta 2,720 ua. Su excentricidad es 0,149 y la inclinación orbital 0,612 grados. Emplea 2086,87 días en completar una órbita alrededor del Sol.
Los próximos acercamientos a la órbita de Júpiter ocurrirán el 27 de abril de 2026, el 20 de marzo de 2037 y el 9 de mayo de 2135.
Pertenece a la familia de asteroides de (24) Themis.

## Características físicas
La magnitud absoluta de Kryukov es 13,48.Tiene 10,424 km de diámetro y su albedo se estima en 0,103.